# Polski Kraj Narodowo-Terytorialny
Polski Kraj Narodowo-Terytorialny – polskojęzyczny okręg autonomiczny, jednostronnie utworzony w ramach Litwy przez Polaków na Litwie. Okręg obejmował ziemie odrywającej się od ZSRR Litwy, na których Polacy stanowili większość mieszkańców. Jego utworzenie obiecała specjalną uchwałą Rada Najwyższa Litewskiej Socjalistycznej Republiki Radzieckiej, jednak po jej wystąpieniu ze Związku Radzieckiego zobowiązanie nie zostało zrealizowane. Polacy jednostronnie ogłosili utworzenie okręgu autonomicznego, jednak władze samorządowe zostały przez władze litewskie zlikwidowane i zastąpione zarządami komisarycznymi.
Do autonomii prowadziły dwie drogi. Jedna we współpracy z Litwinami (autonomia od góry), którą poszedł Związek Polaków na Litwie (ZPL) i druga, realizowana oddolnie przez lokalnych działaczy wywodzących się z Komunistycznej Partii Związku Radzieckiego – (KPZR) (Jan Ciechanowicz, Czesław Wysocki z Solecznik).
Liderzy ZPL wiązali duże nadzieje na zapewnienie praw mniejszości polskiej od góry przez nowe władze litewskie, w czym utwierdziła ich uchwała parlamentu w Wilnie ze stycznia 1990 roku, w której zobowiązano rząd litewski do przygotowania projektu polskiej jednostki terytorialnej do 31 maja 1990 roku. Ważyły się w owym czasie losy całego ZSRR, a Litwa przygotowywała się do ogłoszenia niepodległości. Po deklaracji niepodległości 11 marca 1990 roku problem polski przestał mieć znaczenie i sprawę zaczęto przeciągać, by wreszcie nigdy uchwały nie zrealizować.
Gdy 31 maja 1990 roku minął termin na przedstawienie przez rząd litewski projektu polskiej jednostki terytorialnej, Rada Koordynacyjna zorganizowała w krótkim czasie trzy zjazdy delegatów polskiej mniejszości w sprawie utworzenia polskiej jednostki terytorialnej w składzie Litwy. Zjazdy, w których uczestniczyło blisko 240 delegatów, odbywały się w Ejszyszkach, Jaworowie i Mościszkach, a do udziału w nich zapraszano litewskie władze i litewskie media.
W tym samym czasie kwestię polskiej autonomii podjął ZPL, a zarząd tej organizacji poparł we wrześniu ideę polskiego okręgu, który miałby jednak pozostać w składzie państwa litewskiego.
Ostatecznie polscy deputowani Wileńszczyzny na zjeździe w Ejszyszkach 6 września 1990 roku jednogłośnie podjęli uchwałę o utworzeniu Polskiego Kraju Narodowo-Terytorialnego. Od tego dnia istnieć miała jednostka autonomiczna w składzie Litwy.
Polski region miał obejmować:
- Rejon wileński
- Rejon solecznicki
- Rejon święciański
  - miasto Podbrodzie
  - gmina Podbrodzie
  - gmina Maguny
- Rejon trocki
  - gmina Landwarów
  - gmina Połuknia
  - gmina Troki
  - gmina Stare Troki
- Rejon szyrwincki
  - gmina Jawniuny

Siedzibą władz autonomicznych miała być położona centralnie Nowa Wilejka, obecnie wschodnia dzielnica Wilna z największym udziałem ludności polskiej. Terytorium autonomiczne miało obejmować obszar nie całej litewskiej Wileńszczyzny, ale tylko tej części, na której ludność polska stanowiła zdecydowaną większość, a zatem około 4930 km² (uwzględniając rozszerzone granice Wilna) z ludnością 215 tys. mieszkańców, w tym 33 tys. Nowa Wilejka (dla porównania Luksemburg ma powierzchnię 2586 km² i ludność 470 tys. mieszkańców, a autonomiczna niemieckojęzyczna wspólnota w Belgii obejmuje tylko 854 km² i 71 tys. mieszkańców). Osoby deklarujące narodowość polską stanowiły na tym obszarze ponad 66%, ale ten wskaźnik zapewne by w sposób naturalny wzrastał, gdyby język polski stał się tu urzędowym lub jednym z urzędowych obok litewskiego – a nawet białoruskiego. Poza terytorium autonomicznym pozostawało samo Wilno, w którym Polacy w liczbie ponad 100 tys. stanowili 18−20% mieszkańców. Przyjęto hymn terytorium, Rotę, i flagę biało-czerwoną. W istniejącym obecnie podziale administracyjnym Republiki Litewskiej na 10 okręgów (apskritis) polski okręg autonomiczny byłby średnią jednostką zarówno pod względem liczby ludności jak i powierzchni.
2 maja 1991 roku rady rejonów wileńskiego i sołecznickiego proklamowały Polski Rejon Narodowo-Terytorialny. 
W oczekiwaniu na uznanie Polskiego Narodowo-Terytorialnego Kraju przez Radę Najwyższą Litwy, do której przesłano uchwałę i projekt ustawy o powołaniu jednostki autonomicznej, zarząd powierzono Radzie Koordynacyjnej.
Przeciwko autonomii stanęły murem elity litewskie wskazując na irredentę, zdradę i realizację scenariusza rozpisanego w Moskwie. Rząd i elity w Warszawie całkowicie popierał litewskie dążenia niepodległościowe zakładając, że wdzięczni Litwini sami zechcą problemy polskiej mniejszości rozwiązać, a tymczasem polskie dążenia autonomiczne jedynie osłabiały litewski ruch niepodległościowy. 
19 sierpnia w Moskwie doszło do próby komunistycznego puczu, został on poparty przez polskich komunistów na Litwie. Jego upadek oznaczał koniec planów utworzenia polskiego regionu autonomicznego. 3 września 1991 roku rejonowa rada sołecznicka odwołała przewodniczącego Czesława Wysockiego i jego zastępcę za poparcie puczu, jednak następnego dnia parlament Litwy rozwiązał samorządy terytorialne w polskojęzycznych rejonach i wprowadził zarząd komisaryczny w rejonie wileńskim i solecznickim. Polskim przywódcom wytoczono procesy karne i zwolniono z pracy. W tym czasie redakcje polskich czasopism włączono do litewskich, redakcję polską w telewizji litewskiej zastąpiono litewską itp. 
Korzystając z litewskiego zarządu komisarycznego w następnych latach w ramach reprywatyzacji przeprowadzono faktyczną kolonizację Wileńszczyzny, bowiem prawo litewskie zezwalało na zwrot ziemi upaństwowionej przez ZSRR w dowolnej części Litwy, a zatem wielu etnicznych Litwinów ziemię utraconą na przykład na Żmudzi odzyskało pod Wilnem (znacznie większej wartości). Ziemię „zwracano” według kryterium klasy rolnej gruntu, a zatem za lepszej klasy ziemię pod Poniewieżem przekazywano większy obszar gorszej, ale znacznie droższej, ponieważ położonej w pobliżu dużego miasta – Wilna. Wśród tych, którzy uzyskali ziemię na Wileńszczyźnie i w Wilnie kosztem polskich właścicieli i spadkobierców, są przedstawiciele litewskiego establishmentu, jak np. „ojciec litewskiej niepodległości” Vytautas Landsbergis (zob. lituanizacja).